# Seán Canney

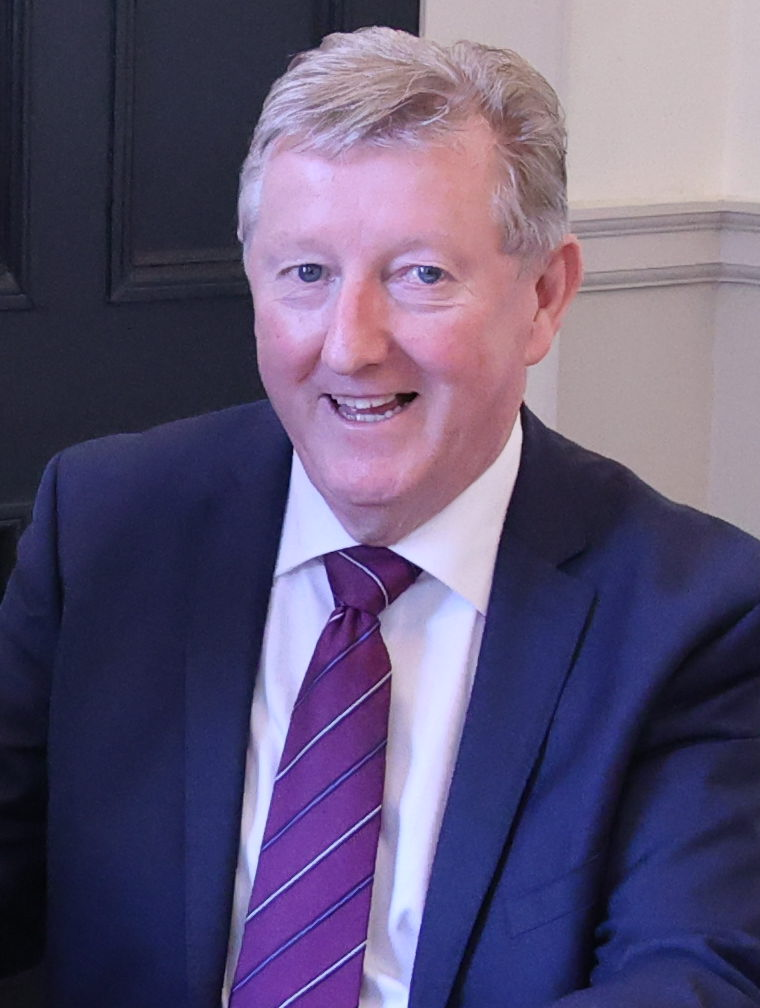
Seán Canney (2024)

Seán Canney (* 6. April 1960 in Belclare, Tuam, County Galway) ist ein parteiunabhängiger irischer Politiker und seit 2016 Teachta Dála (TD) für den Wahlkreis Galway East im Dáil Éireann, dem irischen Parlament. Von 2016 bis 2017 war er Staatsminister im Amt für öffentliche Bauten und Hochwasserschutz. Von Oktober 2018 bis Juni 2020 war er Staatsminister für natürliche Ressourcen, Gemeinschaftsangelegenheiten und digitale Entwicklung. 
Bei den Wahlen 2020 und 2024 konnte er seinen Sitz verteidigen.
Seit 2025 ist er Staatsminister im Verkehrsministerium mit dem Aufgabenbereich Logistik, Schienen und Häfen.